# Leptogenys arcirostris
Leptogenys arcirostris är en myrart som beskrevs av Santschi 1926. Leptogenys arcirostris ingår i släktet Leptogenys och familjen myror. Inga underarter finns listade i Catalogue of Life.

## Bildgalleri

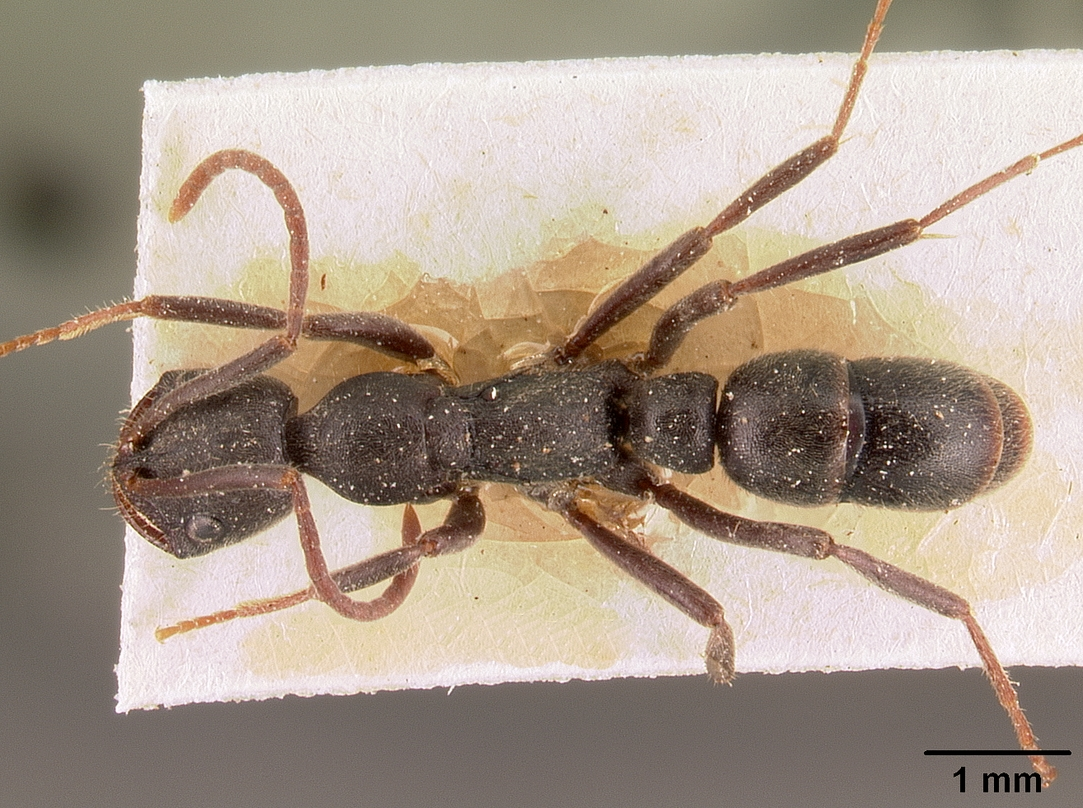
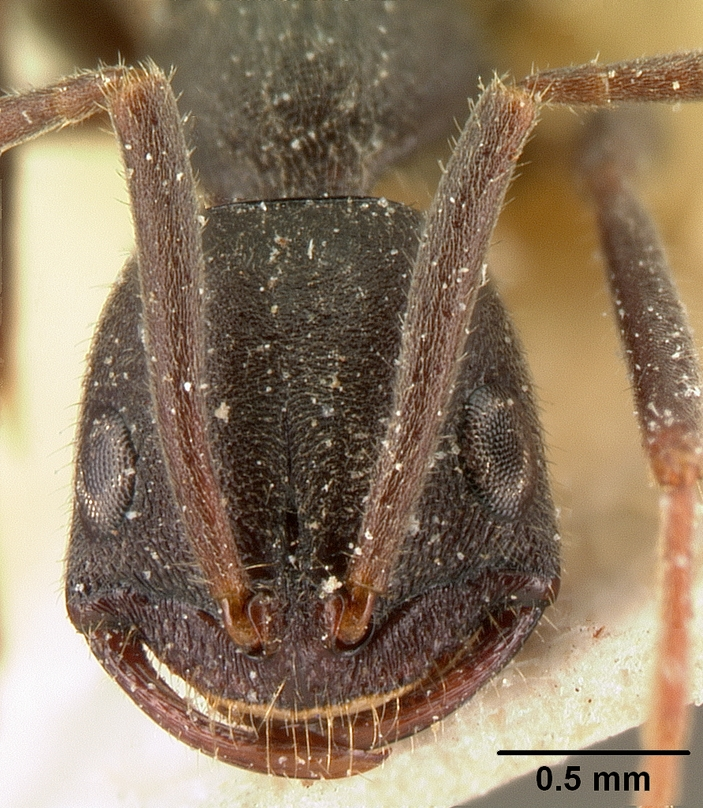
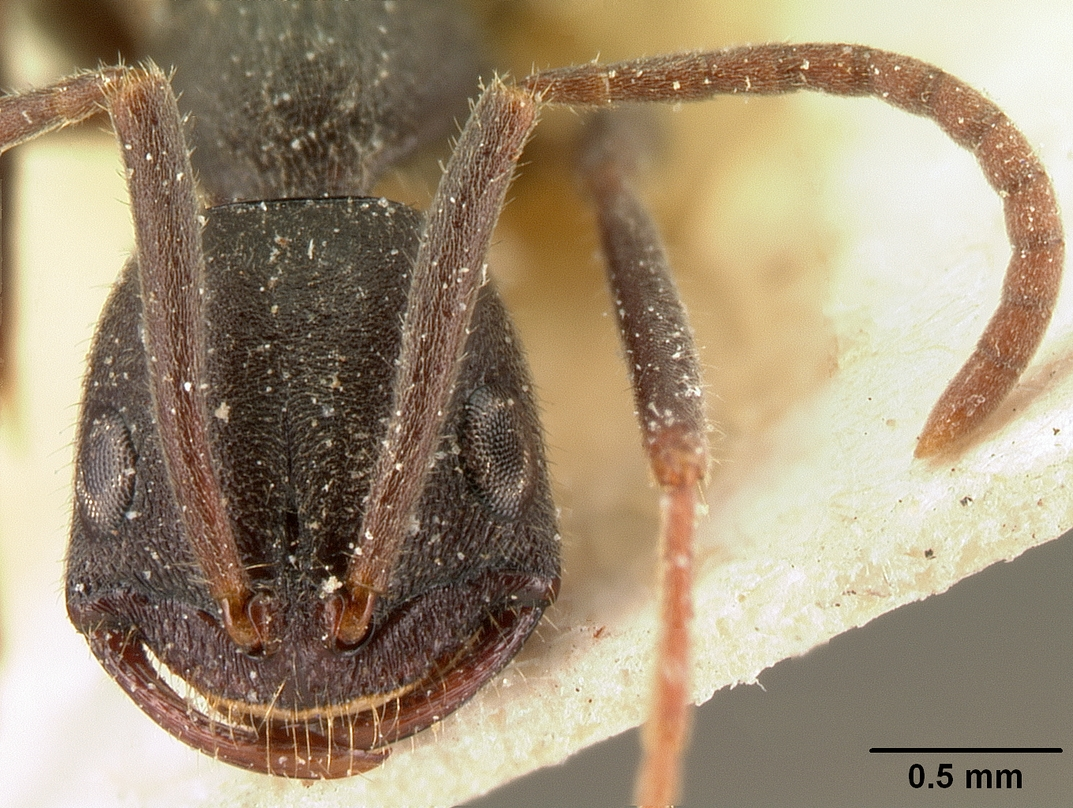
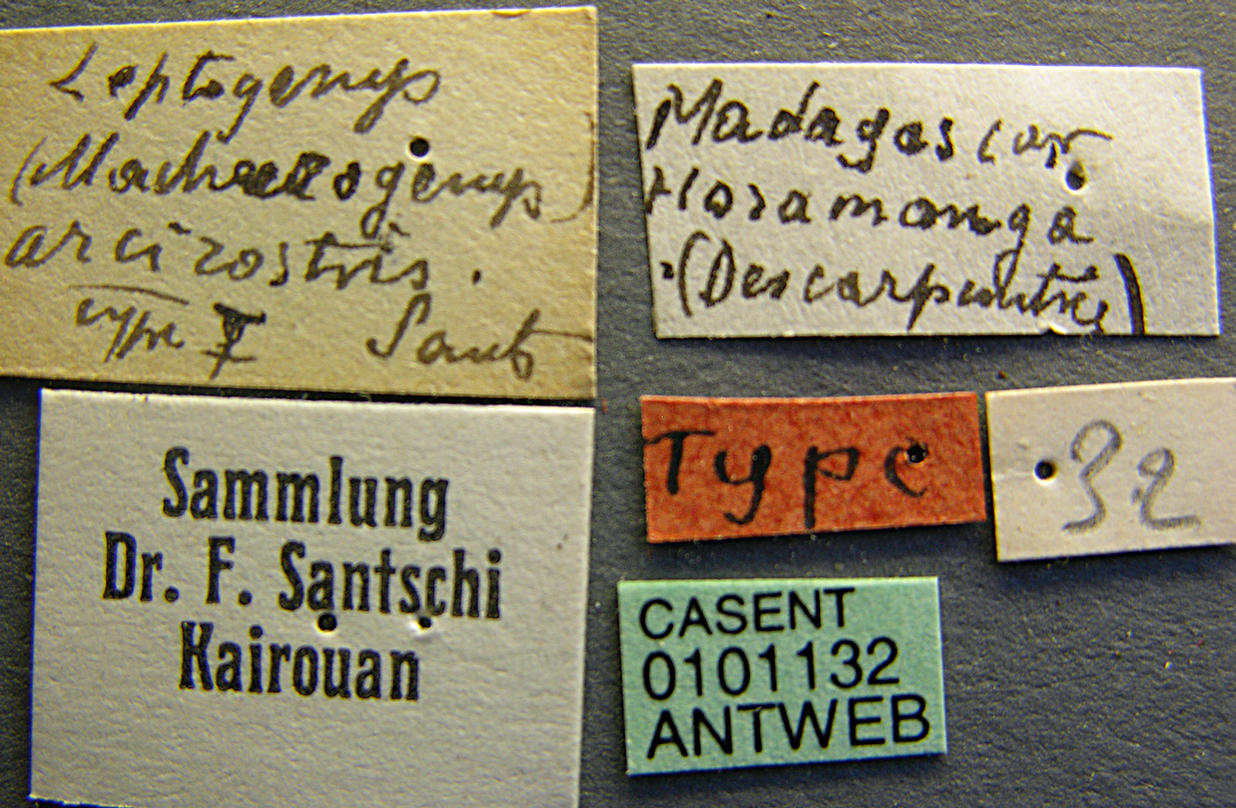
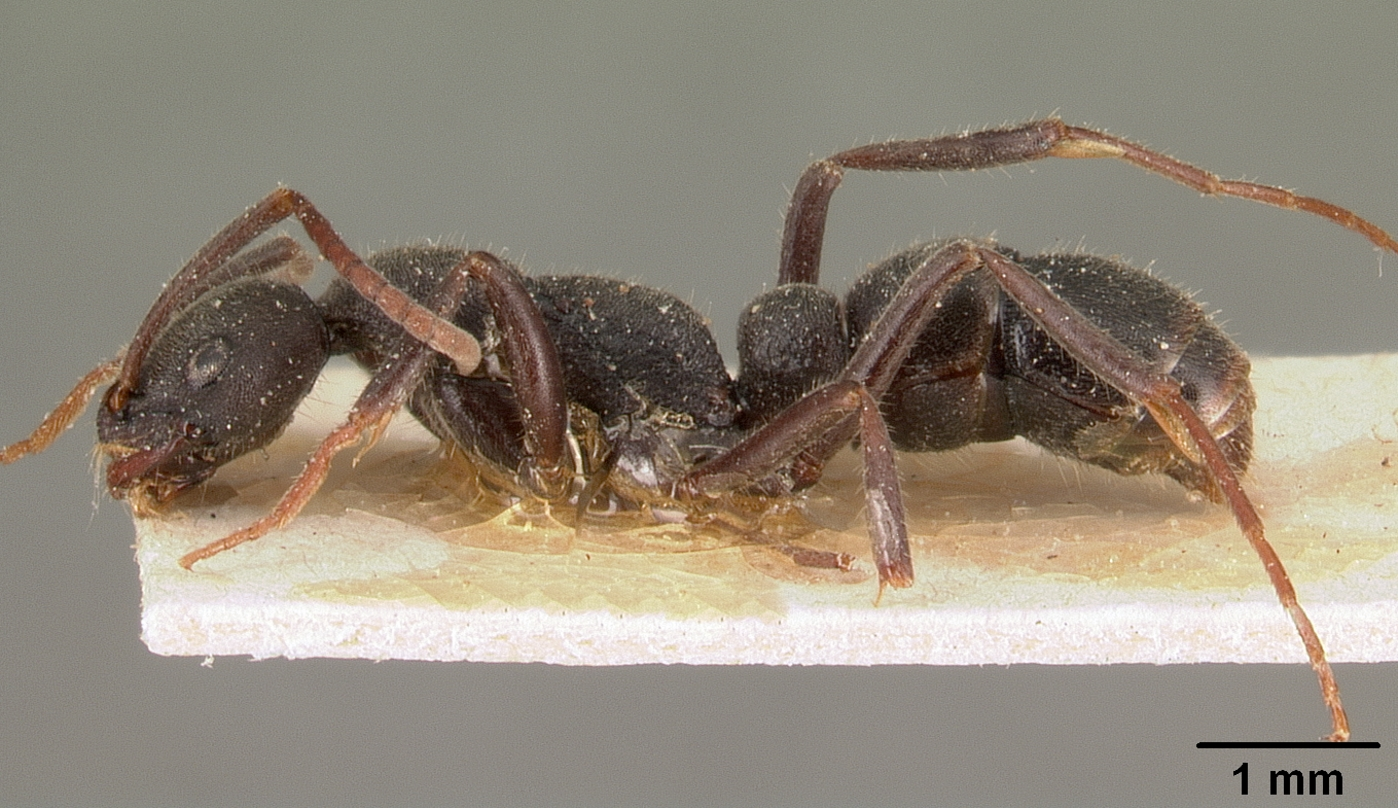